# Korak po korak
Korak po korak (engl. Step by step) je američka humoristička TV serija. Radi se o porodici koja ima šestoro djece, a kasnije i sedmoro. Ta djeca su polubraća i polusestre i provobitno su bile dvije porodice. Prvu porodicu čini Karol Foster, njene ćerke Dejna i Karen i njen sin Mark. Druga porodicu čini Frank Lambert, njegovi sinovi Brendan i Džej Ti i njegova ćerka Al. Kasnije su Karol i Frank dobili ćerku Lili. Dugo je sa njima živeo Frankov priglup bratić Kodi. Kasnije se pojavljuje i Džej Tijev prijatelj Rič i frizer Žan Luk. U seriji se takođe pojavljuje Džej Tijeva devojka Sem. U prvom delu serije se pojavljuju Karolina sestra Peni i Karolina majka. Porodice su se u početku jako mrzile i vodile ˝tihi rat˝. Porodice se veoma razlikuju i po vaspitanju, npr. Lamberti su veoma nevaspitami (ne jedu u isto vrijeme, jedu svuda po kući, neuredni su), a Fosteri su totalna suprotnost (uvjek jedu u isto vrijeme, jedu samo u kuhinji, uredni su...).

## Prepričavanje
Frank i Karol su se sreli na ljetovanju na Jamajci. Ubrzo su se vjenčali ali su to tajili svojim bližnjim. Ipak ta njihova tajna ubrzo je otkrivena. Lamberti su se uselili u kuću Fosterovih i odmah su nastupili prvi problemi jer su te dvije porodice bile potpuno različite. Često su se vređali, svađali... ali su se ponekad slagali i to samo ako su plaćali jedni drugima.

## Karakteristike likova
- Frank - veoma opsjednut građevinom (i svime što se za to veže) i sportom (bejzbol, američki fudbal)
- Karol - veoma lagan način života
- Karen - opsjednuta modom i momcima (da je zamalo nekoliko puta njenom krivicom neki likovi izgubili život, a uništene su vrjedne stvari npr. auto)
- Dejna - uvjek mrzovoljna
- Mark - štreber , sve stvari gleda sa naučne strane
- Džej Ti - pomalo glup i šupljeglav
- Kodi - glup i opsjednut Dejnom, ali ona neće ni da ga pogleda
- Peni - veoma upadljiv smjeh
- Žan Luk - francuski naglasak , loš engleski jezik i izgovara riječi koje ne postoje u engleskom jeziku

## Uloge
| Глумац            | Улога   |
| ----------------- | ------- |
| Patrik Daf        | Frank   |
| Suzan Somers      | Karol   |
| Stejski Kinan     | Dejna   |
| Anžela Voston     | Karen   |
| Kristofer Kastlaj | Mark    |
| Brendon Kol       | Džej Ti |
| Kristin Lakin     | Al      |
| Aleksandra Adi    | Sem     |
| Saša Mičel        | Kodi    |
| Emili Mej Jang    | Lili    |
| Bronson Pinčot    | Žan Luk |
| Džejson Marsden   | Rič     |
| Patrika Darbo     | Peni    |